# Наоружане, десничарске организације у Италији
У Првој Италијанској Републици, након Другог светског рата, било је активно више наоружаних, паравојних, крајњедесничарских организација, као и крајњелевичарских, посебно током Оловних година.

## Позадина
Покушај, 1960. године, да се укључе представници Италијански социјални покрета (МСИ), неофашистичког наследника Националне фашистичке партије, у Тамбронијев кабинет довео је до немира и био кратког века. Распрострањени раднички немири и сарадња студентских активистичких група са фабричким радницима и радикалним левичарским организацијама, као што су Потере Операио и Лота Континуа, кулминирали су током Вруће јесени 1969. године, масовног низа штрајкова у фабрикама и индустријским центрима у северној Италији.
Студентски штрајкови и раднички штрајкови, које су предводили радници, левичари, радници који симпатишу левицу или марксистички активисти, постали су све чешћи, често се претварајући у сукобе између полиције и демонстраната које су чинили углавном радници, студенти, активисти и милитанти.
У истом периоду, у Италији су се појавиле различите организације са крајњедесничарском идеологијом које су предузимале насилне акције. Млади неофашисти су МСИ, легалну политичку партију, доживљавали као издајничку због њене наводне неактивности пред нападима полиције и политичких противника са крајње левице.
Под утицајем теорија урбаног герилског ратовања и спонтанеизма, бројни неофашисти су се са уличне борбе пребацили на оружану милитантност и тероризам.

## Организације
| Назив на италијанском              | Застава или симбол                  | Превод назива                   | Водеће личности                                                                         | Период деловања | Идеологија     | Главне акције | Политичко представљање, повезаност или наслеђе |
| ---------------------------------- | ----------------------------------- | ------------------------------- | --------------------------------------------------------------------------------------- | --------------- | -------------- | --- | ---------------------------------------------- |
| Associazione Protezione Italiani   |                                     | Удружење за заштиту Италијана   |                                                                                         | 1961–1979       | Неофашизам     | Алто Адиђе бомбашки напади (1961) |                                                |
| Avanguardia Nazionale              |                                     | Национална авангарда            | Стефано Деле Кије                                                                       | 1970–1972       | Неонацизам     | Ређо побуна (1970), саботажа железничке станице Ђоја Тауро (1970) и Петеано масакр (1972) | Comunità Politica di Avanguardia               |
| Falange Armata                     |                                     | Наоружана фаланга               | SISMI                                                                                   | 1990–1994       | Крајња десница | Убиство васпитача из затвора Опера Умберта Мормила (1990) |                                                |
| Fasci di Azione Rivoluzionaria     |                                     | Фасци револуционарне акције     | Пино Ромулди                                                                            | 1946–1947; 1951 | Неофашизам     | Напади на Министарство иностраних послова Италије и Амбасада Сједињених Америчких Држава у Риму |                                                |
| Movimento di Azione Rivoluzionaria |                                     | Покрет револуционарне акције    | Карло Фумагали Гаетано Орландо                                                          | 1962–1974       | Неофашизам     | Палежи и бомбашки напади на стубове Енел-а (1960-их), и палеж у Пирели-Бикока складишту гума у Милану, у којем је погинуо радник (1971)                                                                                            |                                                |
| Movimento Rivoluzionario Popolare  |                                     | Револуционарни народни покрет   | Паоло Алеандри Марчело Јанили                                                           | 1979–1980       | Неофашизам     | Бомбашки напад на Капитолијски трг (1979), напад на затвор Ређина Чели (1979), напад на Високи савет правосуђа Италије (1979), и покушај бомбашког напада на Пјаца дел'Индепенденца у Риму, који је пропао због квара бомбе (1979) |                                                |
| Nuclei Armati Rivoluzionari        |                                     | Наоружана револуционарна језгра | Валерио Фјораванти Франческа Мамбрo Масимо Карминати Алесандро Алибранди Франко Анселми | 1977–1981       | Неофашизам     | Болоњски масакр, бомбашки напад са 85 мртвих (1980), убиство судије Марио Амато (1980) и полицајца Франческа Еванђелисте (1980) | Форца Нуова                                    |
| Ordine Nero                        | Датотека:Ordine Nero.png            | Црни ред                        | Фабрицио Зани Марко Пастори Адриано Петрони Лућано Бенардели                            | 1974–1983       | Неонацизам     | Италикус Експрес бомбашки напад (1974), Пјаца дела Лођа бомбашки напад, са 8 мртвих и 102 рањена (1974), и убиство судије Виторија Окорсија (1976)                                                                                 |                                                |
| Ordine Nuovo                       |                                     | Нови ред                        | Пјерлуиђи Конкутели Пино Рауди                                                          | 1965–1973       | Неонацизам     | Пјаца Фонтана бомбашки напад у седишту Banca Nazionale dell'Agricoltura, са 17 мртвих и 88 рањених (1969), и Петеано масакр, са 3 убијена и једним рањеним Карабињерима (1972), као и разне бомбе на возовима                      | Movimento Politico Ordine Nuovo                |
| Terza Posizione                    | Датотека:Terza Posizione symbol.jpg | Трећа позиција                  | Ђузепе Димитри Нани Де Анђелис Роберто Фиоре Габријеле Адинолфи Масимо Морселло         | 1979–непознато  | Неофашизам     | Сарадња са Наоружаним револуционарним језгрима у оружаној милитантности и популаризацији идеологије Трећа позиција | CasaPound                                      |